# Аномально в'язкі нафти
Аномально в'язкі нафти (рос. аномально вязкие нефти; англ. non-Newtonian viscous oils; нім. Erdöle mit Viskositätsanomalie) — нафти, які не підлягають у своїй течії законові в'язкого тертя Ньютона (так звані неньютонівські нафти). Характеризуються аномалією в'язкості при малих напругах зсуву, а також порушенням закону Дарсі при фільтрації в пористому середовищі (рухливість нафти при малих градієнтах тиску дуже низька). 
Розробка покладів аномально в'язких нафт ускладнюється утворенням застійних зон, нафтовіддача при традиційних способах розробки низька, витіснення нафти водою призводить до швидкого обводнення видобувних свердловин. Підвищення нафтовилучення покладів аномально в'язких нафт досягається термічним діянням на пласт, шляхом закачування розчинників, вуглекислоти, полімерних розчинів, створенням підвищених градієнтів тиску, вирівнюванням профілів приймальності. Для неглибоко залягаючих покладів можуть бути застосовані кар'єрний, шахтний і шахтно-свердловинний способи розробки. Для транспортування трубопроводах аномально в'язких нафт на перекачувальних станціях підігрівають, уводять у неї диспергатори парафіну.

## Інтернет-ресурси
- Методи розробки важких нафт і природних бітумів